# Zartonk
Zartonk (in armeno Զարթոնք?) è un comune dell'Armenia di 2 252 abitanti (2009) della provincia di Armavir.